# Муравьёв, Анатолий Васильевич (тренер)
Анатолий Васильевич Муравьёв (2 июля 1923, Казань — 11 сентября 2010, Казань) — советский спортсмен (футбол, хоккей с мячом, хоккей с шайбой). Тренер, функционер. Заслуженный тренер Белорусской ССР.

## Биография
На казанском стадионе «Динамо» занимался хоккеем с мячом. Во время Великой Отечественной войны в Казань был переведён центральный совет «Динамо», были отозваны с передовой и направлены в город игроки «Динамо» из различных городов, с которыми тренировался Муравьёв. В 1947—1949 годах играл за казанское «Динамо» во II группе. В 1950 году выступал за дубль московского «Спартака». В 1951 году возглавил команду Ленинского района Казани, летом игравшую в футбол, а зимой в хоккей с мячом. В 1952 году играл за рижский ОДО. После расформирования армейского клуба в следующем году выступал за футбольную команду «Даугава» Рига в классе «Б» и команду по хоккею с шайбой в классе «А».
В сезонах 1955/56 — 1956/57 играл в классе «Б» первенства СССР по хоккею за команду Ленинского района Казани «Крылья Советов». С 1956 года — играющий (до сезона 1959/60) тренер команды «Машстрой» (затем — СК им. Урицкого). Участник зимней Спартакиады народов РСФСР 1958 в составе сборной Татарской АССР. Сезон 1965/66 провёл помощником у Павла Баранова в минском «Торпедо» — команда стала победителем подгруппы второй группы класса «А», опередив СК им. Урицкого. В 1966—1968 годах вновь возглавлял казанский клуб. В сезонах 1969/70 — 1975/76 — старший тренер «Торпедо» Минск. В 1976 году в течение нескольких месяцев возглавлял тюменский «Рубин». Получил предложение работать тренером в одном из клубов Дании, но четыре сезона работал главным тренером в польском клубе «Бэйлдон» Катовице.
В 1981—1986 годах директор спортивного комплекса базы «Залесный», в 1986—1995 годах — гостиницы специального факультета Казанского высшего военного командно-инженерного училища ракетных войск.
Работал	гостренером по хоккею спорткомитета Белоруссии (1987), директором (1988—1993) и тренером-консультантом «Ак Барса» (1994—2010).
Скончался 11 сентября 2010 года на 88-м году жизни. Похоронен на Арском кладбище.
В 2018 году состоялся первый турнир среди команд ветеранов, посвященный памяти Муравьева. В 2021 году участниками турнира стали детские команды 2010 г.р. из спортивных школ Татарстана.